# Cistanthe cymosa
Cistanthe cymosa är en källörtsväxtart som först beskrevs av Philippi, och fick sitt nu gällande namn av M.A. Hershkovitz. Cistanthe cymosa ingår i släktet Cistanthe och familjen källörtsväxter. Inga underarter finns listade i Catalogue of Life.